# Bateleur FV2
Bateleur — південноафриканська самохідна реактивна система залпового вогню. Це 127-мм система з колісною пусковою установкою, одноразовими контейнерами та обладнанням для управління вогнем, розроблена Denel Land Systems. Базується на протимінно-захищеному транспортному засобі Kwêvoël 100 10 тонн 6x6. Його місія полягає в завданні контрбатарейних ударів по ворожій артилерії та протиповітряній обороні на відстані до 36 км (22 милі). Інші потенційні боєголовки включають касету та розпилювач протитанкових мін. Зброя може стріляти до 40 127-мм попередньо осколкових фугасних боєголовок на відстань від 7,5 км до 36 км на рівні моря поодинці або з використанням пульсаційного вогню, випускаючи до 1 ракети на секунду. Перезавантаження може зайняти менш як 10 хвилин, а час увімкнення/неактивності становить одну та дві хвилини відповідно. Система підтримується вантажівкою з боєприпасами Kwêvoël 100, що перевозить 96 ракет, і екіпаж, який допомагає з перезавантаженням.
Система раніше називалася Valkiri MkII, оскільки була розроблена на основі РСЗВ Valkiri, яка сама базується на радянській БМ-21 Град.

## Варіанти
- Bateleur FV2 (поточна версія): 40 пускових труб, встановлених на броньованій вантажівці Samil 100 6x6.
- Модифікована версія для стрільби ракетами калібру 122 мм

## Оператори
- Південна Африка — Національні сили оборони Південної Африки: 25[5]